# Lamborghini 350GT
Lamborghini 350 GT prvi je serijski automobil tvrtke Automobili Lamborghini.
Nakon ispitivanja svog prototipa Lamborghini motora u svibnju 1963. godine, tadašnji glavni inženjer Giotto Bizzarrini napustio je tvrtku. Sljedećeg mjeseca Ferruccio Lamborghini dao je zadatak inženjeru Gianu Paolu Dallari da razvije proizvodnu verziju Bizzarrinijevog prototipa 350 GTV. Dallari su u tom projektu pomogli inženjer Paolo Stanzani i testni vozač Bob Wallace. Dallara i Stanzani brzo su shvatili da 350 GTV nije pravilno dizajniran za masovnu proizvodnju. Počeli su paralelno raditi na dva projekta koja bi rezultirala proizvodnjom 350 GT. Prvo su počeli de-tuning izvornog motora Bizzarrini i redizajnirati originalnu Bizzarrini šasiju za uličnu upotrebu. Zatim su započeli s pripremom 350 GTV-a za njegov debi na Auto Showu u listopadu 1963., gdje se Lamborghini nadao da će pobuditi interes za eventualnu proizvodnju 350 GT. Interes za automobil je bio veći od Ferruccijevih očekivanja.
350 GT predstavljen je na Salonu automobila u Ženevi u ožujku 1964., a proizvodnja je započela sljedećeg svibnja. Uspjeh ovog modela osigurao je opstanak tvrtke, uspostavivši ga kao održivog konkurenta sa suparničkim proizvođačem Ferrarijem.

## Proizvodnja
Izrada karoserije povjerena je tvrtki Touring iz Milana, koja je pomoću svoje patentirane metode konstrukcije Superleggera pričvrstila ploče od aluminijskih legura izravno na cjevastu konstrukciju. Prvi 350 GT okvir proizveo je Neri & Bonacini, koji su nastavili djelovati kao Lamborghini dobavljači šasija sve dok proizvodnja 350 GT nije završila, kada je posao predan Marchesiju. Podvozje i karoserije spajali su se u Touringu, koji je zatim isporučivao kompletne sklopove - čak i odbojnike na mjestu - u tvornicu Lamborghini. Autmobili su se mogli naručiti u tim bojama.
Prva šasija od 350 GT, isporučena u tvornicu Lamborghini 9. ožujka 1964. godine, dobila je broj 101 (Touring br. 17001). Istog je mjeseca na ženevskoj izložbi debitirao broj 101. Prva prodani model 350 GT imao je broj 104 (Touring br. 17004), i isporučen je 31. srpnja 1964. godine.
Lamborghini je proizveo 120 350 GT-a prije nego što ga je 1966. zamijenio Lamborghini 400 GT.

## Specifikacije
350 GT imao je V12 motor od aluminijske legure s peterostupanjskim ručnim mjenjačem ZF. Imao je Salisbury diferencijale, amortizere na sva četiri kotača i vakuumske Girling disk kočnice na svim kotačima. 350 GT prvotno je opremljen gumama Pirelli Cinturato 205VR15 (CN72).
Imao je međuosovinsko rastojanje od 2.550 milimetara (100,4 inča). S masom od 1450 kilograma, 350 GT je mogao ubrzati od 0 do 100 km/h (0,0 do 62,1 mph) za 6,8 sekundi i od 0 do 100 mph (0 do 161 km/h) za 16,3 sekunde, te postići maksimalnu brzinu od 254 km/h (158 mph).

## Motor
Kontrola kvalitete ranih 3,5 L (3.464 ccm) motora bila je vrlo visoka. Svaki je test 24 sata bio podvrgnut dinamometru Schenk Walge, pri čemu se prvih 12 sati pokretao pod električnom energijom, a zatim benzinom u sve većim brzinama, stvarajući 280 KS (284 KS; 209 kW) pri 6500 o/min i 325 N⋅m (240 lbf⋅ft) zakretnog momenta pri 4500 o/min. Provedena je detaljna analiza njihovog ponašanja prije ugradnje u automobil na najmanje 500 kilometara mješovitog testa koje je proveo Bob Wallace.